# アレイオーン
アレイオーン（古希: Ἀρίιων, Areiōn）は、ギリシア神話に登場する名馬の名である。別名アリーオーン（古希: Ἀρίων,Arīōn）とも言う。
日本語では長母音を省略してアレイオン、アリオンとも表記される。

## 概説
海神ポセイドーンと女神デーメーテールがたがいに馬の姿で交わって生まれたとされ、右足が人間の脚になっており、人語を話すことができた。
デーメーテールは娘ペルセポネーを探して大地を放浪していたときポセイドーンに迫られたが、女神は牝馬の姿になり、アルカディアのオンコス王の馬群の中に隠れた。しかしポセイドーンはこれを発見し、自らも馬の姿となってデーメーテールと交合した。こうして名前の明らかでない1人の娘（デスポイナ）とアレイオーンが生まれた。
後にヘーラクレースや、テーバイ攻めの大将アドラーストスがこれに乗った。敗走したアドラーストスはこの馬のおかげで7将の中で唯一の生還者となった。